# Università Islamica di Medina
L'Università Islamica di al-Madīna al-Munawwara (in arabo: الجامعة الإسلامية بالمدينة المنورة) è stata fondata dal governo dell'Arabia Saudita con un decreto reale nel 1961 (1381 dell'era islamica) nella città santa islamica di Medina.

## Storia
L'Università è stata fondata nel 1961 come una scuola di alta specializzazione focalizzata sugli studi islamici. Circa il 70% dei 22.000 studenti sono studenti internazionali provenienti da tutte le parti del mondo. L'Università è culturalmente aperta ed ospita quasi tutte le nazionalità dai vari paesi del mondo.

## Corsi accademici
L'Università propone corsi di Sharīʿa, Corano, daʿwah, Uṣūl al-Din, ḥadīth e Arabo.
L'Università offre lauree, master e dottorati. Si può ottenere anche un ulteriore anno di studi dopo che uno studente si sia laureato con successo. Gli studi di Sharīʿa sono stati i primi dell'Università. L'Università esamina annualmente le richieste. L'anno accademico parte a settembre e finisce a giugno. L'anno è composto da due semestri separati.

### Arabo
Gli studenti che non conoscono la lingua araba possono studiarla in un programma biennale presso l'istituto di arabo che si trova all'interno dell'Università. Se si riesce a raggiungere una media dell'80% o superiore, possono entrare in uno dei college dell'Università e concentrarsi sugli studi islamici.

### Istituto per l'Insegnamento della lingua araba
L'Istituto per l'Insegnamento della lingua araba è stato fondato nel 1963 grazie alla raccomandazione del Direttore dell'Università sotto il nome di "divisione linguistica per i non arabi".
L'obiettivo è quello di portare coloro che non parlano arabo ad avere padronanza della lingua per permettergli di seguire i corsi nelle facoltà dell'Università.
Lo studio è composto da quattro livelli di difficoltà suddivisi in 4 semestri (2 anni)
L'Istituto, attraverso i suoi programmi, lavora per il raggiungimento dei seguenti obiettivi:
1) Fornire agli studenti le capacità linguistiche necessarie per parlare arabo e comunicare con gli altri

2) Preparare linguisticamente gli studenti per permettergli di accedere alle facoltà dell'università

3) Contribuire nella diffusione della lingua araba e della cultura islamica insegnandola a tutti coloro che vogliono impararla dentro e fuori il Regno dell'Arabia Saudita

4) Preparare insegnanti specializzati dal punto di vista educativo e linguistico per l'insegnamento della lingua araba a coloro che non parlano arabo

5) Preparare insegnanti di lingua araba, sviluppando la loro esperienza teorico e pratica

6) Preparare programmi per coloro che si diplomano per permettergli di specializzarsi in lessicologia ed insegnare l'arabo a quelli che non lo parlano, per permettere di colmare le necessità delle minoranze islamiche nel mondo

7) Preparare e sviluppare curriculum per insegnanti di arabo, promuovendo ricerche e studi specializzati

8) Organizzare seminari e conferenze sulla lingua araba e sulla sua indiscutibile importanza nella religione islamica

Il Messaggio dell'Istituto coincide con il messaggio di ogni università Islamica: insegnare la lingua araba a coloro che non parlano arabo, formare insegnanti specializzati attraverso corsi e programmi post-diploma offerti dall'Istituto per contribuire alla diffusione ed alla comunicazione dell'eterno messaggio dell'Islam, che rientra nella posizione dell'Università di accettare e di fornire borse di studio agli studenti provenienti da tutto il mondo.

### Daʿwa
La Facoltà di daʿwah e Uṣūl al-Islām (Fondamenti dell'Islam) è stata costituita nel 1386(1966)secondo il decreto reale 332 /m, on 4 / 5 / 1386 A.H.
All'inizio aveva 57 studenti ed il numero è continuato a crescere ogni anno arrivando a raggiungere i 668 studenti nell'anno accademico 1428/1427 provenienti da 116 paesi.
Il numero degli studenti è cresciuto dai 37 studenti del 1389/1390A.H agli attuali 2632 studenti da 225 paesi.
Il fine della Facoltà è l'educazione e la Daʿwa (Appello e propagazione islamica) ed questa è la principale ragione per cui è stata costituita la Facoltà di Daʿwa e fondamenti dell'Islam.